# Felipe Donoso
Felipe Guillermo Donoso Castro (Talca, 12 de diciembre de 1982) es un Abogado licenciado de Ciencias Jurídicas y Sociales, político chileno militante de la Unión Demócrata Independiente (UDI). Desde marzo de 2022 ejerce como diputado por el Distrito N°17 de la Región del Maule. Anteriormente se desempeñó como gobernador de la Provincia de Talca.

## Biografía
Hijo de Héctor Felipe Donoso Barros y de Jimena Carola Castro Arévalo. En 2018 se casó con María de los Ángeles Coloma Álamos, hija del senador Juan Antonio Coloma Correa —de quien fue jefe de gabinete entre 2013 y 2018— y hermana del diputado Juan Antonio Coloma Álamos.
Realizó sus estudios secundarios en el Colegio de la Salle de la comuna de Talca. Es Abogado, licenciado de Ciencias Jurídicas y Sociales de la Universidad Gabriela Mistral.
Entre enero de 2008 y marzo de 2018, fue Administrador Financiero en la empresa Agrícola Santa Teresa Limitada.
Entre marzo de 2018 y noviembre de 2020, fue designado gobernador de la Provincia de Talca, durante el segundo gobierno de Sebastián Piñera.
Para las elecciones parlamentarias de 2021 presentó su candidatura a diputado por el distrito N°17, que comprende las comunas de Constitución, Curepto, Curicó, Empedrado, Hualañé, Licantén, Maule, Molina, Pelarco, Pencahue, Rauco, Río Claro, Romeral, Sagrada Familia, San Clemente, San Rafael, Talca, Teno y Vichuquén por la lista de Chile Podemos Más. Fue elegido tras obtener 11.767 votos correspondientes a un 4,87% del total de sufragios válidamente emitidos, asumiendo el cargo el 11 de marzo de 2022.

## Historial electoral

### Elecciones parlamentarias de 2021
- Elecciones parlamentarias de 2021, a Diputado por el distrito 17 (Constitución, Curepto, Curicó, Empedrado, Hualañé, Licantén, Maule, Molina, Pelarco, Pencahue, Rauco, Río Claro, Romeral, Sagrada Familia, San Clemente, San Rafael, Talca, Teno y Vichuquén)[2]